# Стридояд
Стридоядът (Haematopus ostralegus) е птица от семейство Стридоядови. Среща се и в България.

## Разпространение
Среща се почти целогодишно на територията на страната – наблюденията му покриват периода от 14 февруари до 31 декември. Над 63 % от срещите на вида са през гнездовия период. През зимата са направени само 3 % от наблюденията му. В България се срещат 2 подвида – Haematopus ostralegus ostralegus (в поречието на Марица) и Haematopus ostralegus longipes (в поречието на Дунав). През месеците юли и август в страната са наблюдавани най-големи струпвания на индивиди – до 80 екземпляра.

## Размножаване
За първи път за вида е съобщено в България през размножителния период от орнитолога Николай Боев край с. Тюленово (Добричко) и с. Сарафово (Бургаско) през 1949 г. В България сформирани двойки са отбелязани от 21 април до 27 юли. Периодът на яйцеснасяне в България е от 25 април до 15 юли, а периодът на излюпването на малките е от 18 май до 27 юли. Максималният брой на снесените яйца в едно гнездо е 4, а максималният брой на излюпените малки в едно гнездо – 3.